# Gilberto de Brionne
Gilberto (ou Giselberto) de Brionne, Conde d'Eu e Conde de Brionne, (c. 1000 – c. 1040), foi um influente nobre normando no Ducado da Normandia, no norte da França. Foi um dos primeiros guardiões do duque Guilherme em sua minoridade. Caso tivesse sobrevivido ao seu assassinato da casa sênior de de Clare teria sido, provavelmente, conhecido como de Brionne. Gilberto foi o primeiro a ser conhecido pelo cognome Crispino por causa de seu estilo de cabelo que erguia-se como os galhos de um pinheiro. Assim, as pessoas se referiam a ele como Gilberto Crispino, em vez de Gilbert de Brionne.

## Vida
Gilberto de Brionne nasceu como filho de Godofredo de Brionne, Conde d'Eu (nascido em 962), que era um filho ilegítimo de Ricardo I, o Destemido. Herdou Brionne, tornando-se um dos mais poderosos proprietários de terras na Normandia. Gilberto era um benfeitor generoso da Abadia de Bec fundada por seu ex-cavaleiro Herluíno em 1031. Quando Roberto I morreu em 1035, seu filho ilegítimo duque Guilherme herdou o título de seu pai e vários nobres poderosos, incluindo Gilberto de Brionne, Osberno, o Regente e Alano da Bretanha, que tornaram-se guardiões do jovem duque.

## Morte
Uma série de barões normandos incluindo Raul de Gacé não aceitaria um filho ilegítimo como seu líder. Em 1040 foi feita uma tentativa para matar Guilherme, mas o plano falhou. Gilberto, porém, foi assassinado enquanto ele estava andando pacificamente perto Eschafour. Acredita-se que dois de seus assassinos eram Raul de Wacy e Robert de Vitot. Esta parece ter sido um ato de vingança pelas injustiças infligidas aos órfãos de Giroie por Gilberto, e não está claro o que Raul de Gacé tinha que fazer no negócio. Temendo que possam cumprir o destino de seu pai, seu filho Ricardo e seu irmão Balduíno foram transmitidos por seus amigos à corte de Balduíno V da Flandres. Seus filhos iriam acompanhar o duque Guilherme em sua conquista da Inglaterra e seus descendentes se tornariam uma das mais poderosas famílias nobres nas ilhas britânicas. Eles iriam governar vastas terras na atual Irlanda, Escócia e Inglaterra e se tornar poderosos nobres que agiam de forma independente da coroa.

## Descendência
- Sir Ricardo fitzGilbert (Ricardo de Clare; antes de 1035-c. 1090), casou-se com Rohese Giffard (1034-depois de 1113), filha de Valter Giffard, Senhor de Longueville;[7]
- Balduíno fitzGilbert (morto em 1090);[4]